# Municipio de Victoria (Arkansas)
Victoria Township es una subdivisión territorial inactiva del condado de Jefferson, Arkansas, Estados Unidos. Según el censo de 2020, tiene una población de 194 habitantes.
Es una subdivisión exclusivamente geográfica, por cuanto el estado de Arkansas no utiliza la herramienta de los townships como Gobiernos municipales.

## Geografía
La subdivisión está ubicada en las coordenadas 34°11′56″N 91°54′11″O / 34.19889, -91.90306. Según la Oficina del Censo de los Estados Unidos, tiene una superficie total de 85.32 km², de la cual 79.78 km² corresponden a tierra firme y 5.54 km² son agua.

## Demografía
Según el censo de 2020, hay 194 personas residiendo en la región. La densidad de población es de 2.43 hab./km². El 75.77 % de los habitantes son blancos, el 20.10 % son afroamericanos, el 0.52 % es asiático, el 1.03 % son de otras razas y el 2.58 % son de una mezcla de razas. Del total de la población, el 3.61 % son hispanos o latinos de cualquier raza.